# Берли, Фрэнсис
Фрэ́нсис Хо́рнби Бе́рли (англ. Francis Hornby Birley; 14 марта 1850 — 1 августа 1910) — английский футболист и крикетист. Выступал за футбольные клубы «Оксфорд Юниверсити», «Уондерерс» и за футбольную сборную Англии, а также за крикетные клубы графств Ланкашир, Суррей и Чешир.

## Ранние годы и школа
Родился в Чорлтон-он-Медлоке (Манчестер) в семье Томаса Хорнби Берли (1815—1885) и Энн Литам (1820—1866). Его дядя Хью Берли был членом Консервативной партии от Манчестера в Парламенте Великобритании с 1868 по 1883 год.
В возрасте 13 лет Берли поступил в Винчестерский колледж, где обучался до 1868 года. Во время учёбы в нём играл за команды колледжа по футболу и крикету. В 1867 году в составе крикетной команды колледжа обыграл команду Итона, а год спустя был капитаном крикетной команды. Также был чемпионом колледжа по прыжкам с шестом и прыжкам в высоту.

## Футбольная карьера

### Клубная карьера
В 1868 году Берли поступил в Университетский колледж Оксфордского университета, где изучал право. Выступал за спортивные команды университета по различным дисциплинам, включая футбо, крикет и метание молота.
В составе футбольного клуба «Оксфорд Юниверсити» сыграл в Кубке Англии сезона 1872/73 и помог команде дойти до финала, в котором она проиграла клубу «Уондерерс» со счётом 0:2. В следующем сезоне сыграл за «Оксфорд Юниверсити» в первом межуниверситетском матче против «Кембридж Юниверсити»; футболисты из Оксфорда одержали в нём победу со счётом 1:0.
В Кубке Англии сезона 1873/74 помог команде вновь дойти до финала, на этот раз одержав в нём победу против «Ройал Энджинирс» со счётом 2:0. Вскоре после победного финала Кубка Англии Берли покинул «Оксфорд Юниверсити».
С 1873 года (параллельно выступая за команду Оксфордского университета) играл за клуб «Уондерерс». Свой первый матч за клуб провёл 21 октября 1873 года.
В Кубке Англии сезона 1875/76, уже выступая за «Уондерерс», отличился забитым мячом в полуфинале против клуба «Свифтс» и помог команде выйти в финал. В финальном матче «Уондерерс» обыграл «Олд Итонианс» в переигровке; Берли был капитаном команды.
В Кубке Англии сезона 1876/77 «Уондерерс» вновь вышел в финал, где обыграл «Оксфорд Юниверсити» со счётом 2:1; Берли вновь был капитаном команды.
Всего Фрэнсис Берли провёл за «Уондерерс» 32 матча с 1873 по 1877 год. Его последней игрой за клуб был финал Кубка Англии 1877 года.
Также Берли выступал за футбольные команды Лондона и Мидлсекса.

### Карьера в сборной
7 марта 1874 года дебютировал за сборную Англии в матче в матче против сборной Шотландии; матч завершился поражением англичан со счётом 1:2. Футбольный историк Филип Гиббонс написал: «шотландцам удалось одержать победу со счётом 2:1 и отомстить за поражение 1873 года».
6 марта 1975 года провёл свой второй матч за сборную Англии, также против Шотландии. На этот раз игра завершилась вничью со счётом 2:2. В 1876 году его должны были снова вызвать в сборную и назначить капитаном на матч против шотландцев, но по неизвестным причинам он не смог принять участия в игре.

#### Список матчей за сборную
| № | Дата         | Стадион                     | Соперник  | Результат | Турнир            |
| - | ------------ | --------------------------- | --------- | --------- | ----------------- |
| 1 | 7 марта 1874 | «Гамильтон Кресент», Глазго | Шотландия | 1:2       | Товарищеский матч |
| 2 | 6 марта 1875 | «Кеннингтон Оувал», Лондон  | Шотландия | 2:2       | Товарищеский матч |

Итого: 2 матча / 0 голов; 0 побед, 1 ничья, 1 поражение.

## Крикетная карьера
Играл в крикет за крикетные клубы графства Ланкашир (1870 и 1872 год), графства Суррей (1879 год) и графства Чешир (1868—1873).

### Семья и личная жизнь
После окончания университета работал барристером во Внутреннем темпле, а затем в Северном судебном округе. Впоследствии работа мировым судьёй в графстве Суррей.
В августе 1876 года женился на Маргарет Кенрик, сестре игрока «Уондерерс», Джарвиса Кенрика. У пары было семеро детей, двое из которых умели в младенчестве. Двое сыновей Фрэнсиса Берли, Джеймс и Джордж, принимали участие в Первой мировой войне и оба удостоились наград.
Сестра Фрэнсиса, Кэролайн Берли была известным геологом.
Фрэнсис Берли умер в Лигфилде (графство Суррей) 1 августа 1910 года в возрасте 60 лет.

## Спортивные достижения
«Оксфорд Юниверсити»
- Обладатель Кубка Англии: 1874
- Финалист Кубка Англии: 1873

«Уондерерс»
- Обладатель Кубка Англии (2): 1876, 1877